# Schloss Thürnhofen
Das Schloss Thürnhofen ist eine Schlossanlage am Westrand des Stadtteils Thürnhofen der Stadt Feuchtwangen im mittelfränkischen Landkreis Ansbach in Bayern. Das Schloss ist unter dem Aktenzeichen D-5-71-145-166 als Baudenkmal und unter dem Aktenzeichen D-5-6828-0079 als Bodendenkmal in die Bayerische Denkmalliste eingetragen.

## Geschichte
Für die vermutete Existenz einer Motte an der Stelle des späteren Schlosses gibt es bislang noch keine Indizien. Ein Rittergut in Thürnhofen wird erstmals 1468 im Rahmen eines Verkaufs von Schafen erwähnt. Als erster Besitzer des Dürrnhofs erscheint 1477 Lupolt von Wollmershausen. Dessen Witwe heiratet in diesem Jahr Jakob von Landau, Vogt zu Nellenburg. Sein Sohn verkaufte 1525 den allodialen Dürrenhof an Heinrich Jörg von Ellrichshausen zu Schopfloch. Dessen Sohn Adam von Ellrichshausen erbaute vor 1546 hier ein erstes Schloss. Nach 1562 wurde dieses mit einer Ringmauer samt Tor versehen. 1593 wurde das Schloss an Georg am und vom Waldt verkauft. Die nächsten Besitzer waren 1617 durch Kauf Jopp Lochinger von Archshofen, 1627 Veit Joachim von Jagstheim, 1630 Simon Engel von Wagrain, 1658/59 Hans Adam Eusebius von Völderndorff und Waradin, 1713 Rudolf Gottfried und Paul Martin Eichler von Auritz, 1727 General von Clengel, 1747 Friedrich Carl von Falkenhausen (Sohn einer Mätresse von Markgraf Carl Wilhelm Friedrich von Ansbach), 1763 Graf Friedrich Samuel von Montmartin und 1778 durch Erbschaft Karl Friedrich Eckbrecht von Dürckheim-Montmartin. 1796 besetzte Preußen das bis dahin unabhängige Gut, 1806 kam es an das Königreich Bayern. 1849 wurde das Gut an Graf Alexander Guiot de Ponteil verkauft. Es folgte 1887 Alexander Freiherr von Kleinschrod und 1965 ging es schließlich in bürgerliche Hände.
Das heutige Schlossgebäude wurde laut der erhaltenen Baurechnungen zwischen 1716 und 1719 vermutlich nach Plänen des Ansbacher Hofbaumeisters Carl Friedrich von Zocha errichtet. 1761 kamen die Toreinfahrt und der Wirtschaftshof hinzu. 1877/78 wurde die Schlossbrauerei abgerissen und an ihrer Stelle die neue Schlosskirche erbaut.

## Beschreibung
Das Schloss war ursprünglich eine streng symmetrische Anlage aus Einzelgebäuden, die um zwei Innenhöfe angeordnet war. Diese Symmetrie wurde 1878 mit dem Bau der neugotischen Kirche anstelle der Schlossbrauerei durchbrochen. Im ersten Hof befindet sich der Hauptbau aus der 1. Hälfte des 18. Jahrhunderts, ein zweigeschossiges Gebäude mit Mansardwalmdach und Mittelrisalit mit Zwerchgiebel. Bemerkenswert ist seine vollständig erhaltene Innenausstattung aus dem späten 18. bzw. frühen 19. Jahrhundert. Daneben steht das Kavaliershaus, ein zweigeschossiger Walmdachbau mit Dachreiter aus der Mitte des 18. Jahrhunderts. Aus dem 19. Jahrhundert stammt ein Nebengebäude in Form eines zweigeschossigen Satteldachbaus. Der Wirtschaftshof von 1761 wird umrahmt durch eingeschossige Gebäude, die teilweise in Fachwerk ausgeführt sind. Der Garten enthält zahlreiche Sandsteinfiguren aus der Zeit um 1760/70, die nach berühmten antiken Vorbildern gefertigt wurden. Ein Teil der Statuen wurde allerdings an die Stadt Aschaffenburg verkauft.